# Luciana Gurgel
Luciana Araujo Góes Gurgel (Macapá, 29 de outubro de 1982) é uma empresária, advogada e política brasileira, filiada ao Partido Liberal (PL). Atualmente é deputada estadual pelo Amapá.

## Carreira política
Iniciou sua carreira política em 2014, ao ser eleita deputada estadual com 5.146 votos (1,38% dos votos)
Nas eleições estaduais no Amapá em 2018, foi eleita deputada estadual com 4 897 votos, sendo a oitava mais votada nesta eleição.

## Vida pessoal
É casada com o deputado federal Vinícius Gurgel, com quem tem quatro filhos.